# Półwsie
Półwsie (niem. Halbendorf) – wieś w Polsce położona w województwie dolnośląskim, w powiecie jaworskim, w gminie Bolków.

## Położenie
Miejscowość położona jest u podnóża Truskolasu i Młynarki. Przez wieś przepływa potok Ochodnik.

## Podział administracyjny
W latach 1975–1998 miejscowość administracyjnie należała do województwa jeleniogórskiego.

## Nazwa
W kronice łacińskiej Liber fundationis episcopatus Vratislaviensis (pol. Księga uposażeń biskupstwa wrocławskiego) spisanej za czasów biskupa Henryka z Wierzbna w latach 1295–1305 miejscowość wymieniona jest w zlatynizowanej formie Dimidia villa. W dokumencie sprzedaży z 1385 r. pojawiła się nazwa „halben Dorf”, która od tej pory weszła w użycie.

## Historia
Wcześniej wieś wchodziła w skład Wierzchosławic. W 1476 r. wieś zakupił mieszkaniec Pastewnika noszący nazwisko Bieler. 
W lutym 1945 r. oddział Waffen-SS Estonia ukrywa w majątku dr Ruffelsa na terenie wsi cenniejsze eksponaty z Muzeum Regionalnego z bolkowskiego zamku. W trakcie ewakuacji miejscowej ludność giną one w niewyjaśnionych do dziś okolicznościach.
W lipcu 1946 r. w wyniku transferów ludności niemieckiej około 600 osób z wsi: Wierzchowsławice, Półwsie, Nagórnik trafiło do Jawora a stamtąd w okolice Höxter, drugi transfer z 30 września zakończył się na terenie Brunszwika, natomiast trzeci trafił na teren radzieckiej strefy okupacyjnej.

## Szlaki turystyczne
- zielony – Szlakiem Zamków prowadzący z Bolkowa do Bolkowa przez wsie: Pastewnik Górny, Pastewnik Dolny, Domanów, Nagórnik, Półwsie, Wierzchosławice.
- niebieski – Szlakiem Zamków prowadzący z Bolkowa do Bolkowa przez wsie: Świny, Wolbromek, Sady Dolne, Sady Górne, Nagórnik, Półwsie, Wierzchosławice.